# Coppa Italia Serie D 2012-2013
La Coppa Italia Serie D 2012-2013 è stata la quattordicesima edizione della manifestazione. Hanno partecipato tutte le 166 squadre iscritte al campionato di Serie D 2012-2013 che si sono affrontate in partite a eliminazione diretta. È iniziata il 19 agosto 2012 e si è conclusa il 19 maggio 2013.

## Regolamento
Il turno preliminare, il primo turno, i trentaduesimi, i sedicesimi, gli ottavi di finale e i quarti di finale saranno disputati con gare di sola andata. Le semifinali saranno disputate con gare di andata e ritorno e la finale in gara unica.
Nel caso di parità al termine degli incontri, sia di sola andata che andata/ritorno, non verranno disputati i tempi supplementari ma si tireranno direttamente i calci di rigore. Per la finale invece sono previsti supplementari e rigori.

## Turno preliminare
Il turno preliminare prevede la disputa di 47 gare di sola andata riservato alle seguenti squadre:
- 36 società neopromosse
- 6 società retrocesse dalla 2ª Divisione
- 17 società vincenti i play-out 2011/2012 e salve con un distacco superiore a 8 punti.
- 3 società ripescate (Darfo Boario, Fortis Juventus e Cynthia)
- 3 società inserite in sovrannumero (Foggia, Taranto e Real Spal)
- 28 società classificatesi al termine della Stagione Sportiva 2011-2012 al dodicesimo, undicesimo e decimo posto nei gironi C, E, F, G, H, I, al quattordicesimo, tredicesimo, dodicesimo e undicesimo posto nei gironi A, B, D.
- 1 società con maggior penalizzazione Coppa Disciplina, escluse quelle partecipanti alla Tim Cup 2012-2013 (S. Felice Gladiator).

| Squadra 1                | Risultato         | Squadra 2             |
| ------------------------ | ----------------- | --------------------- |
| 18/19/21/22.08.2012      |                   |                       |
| Tamai                    | 3 - 1             | Sanvitese             |
| Trento                   | 1 - 1 (5-6 dtr)   | Sankt Georgen         |
| Clodiense                | 3 - 1             | Kras Repen            |
| Real Vicenza             | 4 - 1             | Fersina Perginese     |
| Giorgione                | 3 - 1             | Sambonifacese         |
| Union Quinto             | 0 - 1             | Trissino-Valdagno     |
| Darfo Boario             | 0 - 1             | Caravaggio            |
| Trezzano                 | 3 - 0             | Sant'Angelo           |
| Verbano                  | 0 - 2             | Pro Sesto             |
| Aurora Seriate           | 0 - 0 (4-3 dtr)   | Atletico Montichiari  |
| Caratese                 | 0 - 1             | Seregno               |
| Asti                     | 0 - 4             | Bra                   |
| Gozzano                  | 2 - 2 (2-3 dtr)   | Verbania              |
| Sestri Levante           | 0 - 0 (3-4 dtr)   | Bogliasco D'Albertis  |
| Torres                   | 3 - 0             | Lecco                 |
| Progetto Sant'Elia       | 2 - 2 (4-5 dtr)   | Selargius             |
| Castenaso Villanova      | 3 - 0             | SPAL                  |
| Virtus Pavullese         | 0 - 1             | Formigine             |
| Atletico BP Pro Piacenza | 0 - 2             | Bagnolese             |
| Scandicci                | 3 - 0             | Fortis Juventus       |
| Forcoli                  | 2 - 0             | FiesoleCaldine        |
| Rosignano Sei Rose       | 0 - 1             | Massese               |
| Camaiore                 | 0 - 1             | Lucchese              |
| Vis Pesaro               | 2 - 1             | Riccione              |
| Maceratese               | 1 - 2             | Recanatese            |
| Bastia                   | 6 - 0             | Todi                  |
| Voluntas Spoleto         | 2 - 5             | Casacastalda          |
| Pontevecchio             | 0 - 5             | Sansepolcro           |
| R.C. Angolana            | 1 - 1 (3-4 dtr)   | Amiternina            |
| Ostia Mare               | 0 - 0 (3-5 dtr)   | Civitavecchia         |
| San Cesareo              | 1 - 1 (4-2 dtr)   | Palestrina            |
| Flaminia C.C.            | 0 - 0 (3-2 dtr)   | LVPA Frascati         |
| Isola Liri               | 3 - 3 (12-13 dtr) | Cynthia               |
| Celano                   | 2 - 1             | Sora                  |
| Puteolana Internapoli    | 0 - 3             | Savoia                |
| Pro Cavese               | 0 - 1             | Gladiator             |
| Gelbison                 | 2 - 1             | Agropoli              |
| Torre Neapolis           | 3 - 1             | Sant'Antonio Abate    |
| Termoli                  | 2 - 1             | Foggia                |
| Bisceglie                | 1 - 0             | Matera                |
| Monospolis               | 3 - 0             | Nardò                 |
| Grottaglie               | 3 - 1             | Taranto               |
| Fortis Trani             | 1 - 0             | Potenza               |
| Sambiase Lamezia         | 1 - 0             | Comprensorio Montalto |
| FC Messina               | 2 - 2 (5-4 dtr)   | Vibonese              |
| Acireale                 | 1 - 0             | Nissa                 |
| Ragusa                   | 3 - 0             | Ribera                |

## Primo turno
Il primo turno prevede la disputa di 55 gare di sola andata riservata alle seguenti squadre:
- 47 vincenti il turno preliminare;
- 63 ammesse di diritto, tranne le 9 società partecipanti alla TIM Cup 2012/2013 in organico alla Serie D (Atletico Arezzo, Chieri, Città di Marino, Nuova Cosenza, Este, Delta Porto Tolle, Ponte San Pietro-Isola, Sambenedettese, Sarnese).

## Tabellone principale

### Trentaduesimi di finale
I trentaduesimi di finale prevedono la disputa di 32 gare di sola andata riservato alle seguenti squadre:
- 55 vincenti il primo turno;
- 9 partecipanti alla TIM Cup 2012/2013 (Chieri, Ponte S.P. Isola, Delta Porto Tolle, Este, Arezzo, Sambenedettese, Città di Marino, Sarnese e Cosenza).

| Squadra 1            | Risultato       | Squadra 2         |
| -------------------- | --------------- | ----------------- |
| 26.09.2012           |                 |                   |
| Clodiense            | 1 - 1 (2-4 dtr) | Sacilese          |
| Cerea                | 0 - 1           | Trissino-Valdagno |
| Belluno              | 2 - 2 (5-4 dtr) | SanDonàJesolo     |
| Este                 | 1 - 1 (4-6 dtr) | Delta Porto Tolle |
| Sankt Georgen        | 2 - 3           | Virtus Verona     |
| Pontisola            | 1 - 1 (4-1 dtr) | Aurora Seriate    |
| Caronnese            | 1 - 0           | Seregno           |
| Voghera              | 2 - 2 (4-5 dtr) | Caravaggio        |
| Arzachena            | 2 - 1           | MapelloBonate     |
| Budoni               | 0 - 0 (4-5 dtr) | Porto Torres      |
| Chieri               | 0 - 2           | Borgosesia        |
| Derthona             | 2 - 0           | Novese            |
| Bogliasco D'Albertis | 4 - 1           | Imperia           |
| Pistoiese            | 1 - 2           | Lavagnese         |
| Virtus Castelfranco  | 2 - 0           | Bagnolese         |
| Mezzolara            | 0 - 1           | Scandicci         |
| Arezzo               | 2 - 1           | Tuttocuoio        |
| Sansepolcro          | 2 - 1           | Deruta            |
| Casacastalda         | 2 - 2 (5-4 dtr) | Castel Rigone     |
| Viterbese            | 2 - 1           | Città di Marino   |
| Ancona               | 3 - 1           | Vis Pesaro        |
| Sambenedettese       | 0 - 0 (5-3 dtr) | San Nicolò        |
| Isernia              | 2 - 0           | Olympia Agnonese  |
| Anziolavinio         | 1 - 2           | Fidene            |
| Gladiator            | 2 - 2 (3-4 dtr) | San Cesareo       |
| Casertana            | 2 - 2 (2-0 dtr) | Ischia            |
| Monospolis           | 3 - 2           | Bisceglie         |
| Sarnese              | 1 - 1 (5-4 dtr) | Savoia            |
| FC Francavilla       | 2 - 2 (3-2 dtr) | Grottaglie        |
| Torre Neapolis       | 2 - 1           | Cosenza           |
| FC Messina           | 1 - 0           | Messina           |
| Ragusa               | 1 - 0           | Noto              |

### Sedicesimi di finale
| Squadra 1         | Risultato       | Squadra 2            |
| ----------------- | --------------- | -------------------- |
| 17/24/31.10.2012  |                 |                      |
| Trissino-Valdagno | 0 - 5           | Sacilese             |
| Delta Porto Tolle | 6 - 1           | Belluno              |
| Virtus Verona     | 1 - 1 (4-5 dtr) | Pontisola            |
| Caravaggio        | 1 - 2           | Caronnese            |
| Porto Torres      | 3 - 1           | Arzachena            |
| Borgosesia        | 1 - 2           | Derthona             |
| Lavagnese         | 0 - 0 (3-5 dtr) | Bogliasco D'Albertis |
| Scandicci         | 0 - 0 (4-5 dtr) | Virtus Castelfranco  |
| Arezzo            | 1 - 0           | Sansepolcro          |
| Viterbese         | 1 - 1 (5-6 dtr) | Casacastalda         |
| Sambenedettese    | 3 - 3 (4-3 dtr) | Ancona               |
| Fidene            | 2 - 3           | Isernia              |
| San Cesareo       | 3 - 0           | Casertana            |
| Sarnese           | 1 - 2           | Monospolis           |
| FC Francavilla    | 1 - 1 (2-3 dtr) | Torre Neapolis       |
| FC Messina        | 1 - 1 (4-3 dtr) | Ragusa               |

### Ottavi di finale
| Squadra 1            | Risultato       | Squadra 2           |
| -------------------- | --------------- | ------------------- |
| 21/28.11.2012        |                 |                     |
| Sacilese             | 0 - 2           | Delta Porto Tolle   |
| Pontisola            | 1 - 1 (4-5 dtr) | Caronnese           |
| Derthona             | 0 - 0 (4-5 dtr) | Porto Torres        |
| Bogliasco D'Albertis | 0 - 1           | Virtus Castelfranco |
| Casacastalda         | 0 - 0 (3-4 dtr) | Arezzo              |
| Isernia              | 1 - 0           | Sambenedettese      |
| Monospolis           | 3 - 1           | San Cesareo         |
| Torre Neapolis       | 1 - 1 (4-3 dtr) | FC Messina          |

### Quarti di finale
| Squadra 1           | Risultato       | Squadra 2         |
| ------------------- | --------------- | ----------------- |
| 12.12.2012          |                 |                   |
| Caronnese           | 1 - 3           | Delta Porto Tolle |
| Virtus Castelfranco | 2 - 0           | Porto Torres      |
| Arezzo              | 2 - 2 (5-4 dtr) | Isernia           |
| Torre Neapolis      | 2 - 0           | Monospolis        |

### Semifinali
| Squadra 1                                | Totale | Squadra 2         | Andata | Ritorno |
| ---------------------------------------- | ------ | ----------------- | ------ | ------- |
| andata (27.02.2013) ritorno (20.03.2013) |        |                   |        |         |
| Virtus Castelfranco                      | 2 - 6  | Delta Porto Tolle | 1 - 3  | 1 - 3   |
| Torre Neapolis                           | 5 - 3  | Arezzo            | 4 - 2  | 1 - 1   |

### Finale
| Arbitro: | Capraro (Cassino) |

| |            | |
| Vitale 18’ Gasparini 45+1’ Salvati 66’                                                                                                | Marcatori  | 31’ Zanardo                                                                                             |
| Sollo Speranza Biagini (53' Salvati) Allocca Terracciano Sibilli De Rosa Manzo (24' Gasparini) Vitale Moxedano (78' Arcamone) Iacarra | Formazioni | Del Bino Politi Garbini (73' Dall’Ara) Stocco Maiese Albertini Pettarin Conti Marangon Zanardo Gherardi |
| Mango | Allenatori | Zuccarin                                                                                                |